# Lotte Verbeek

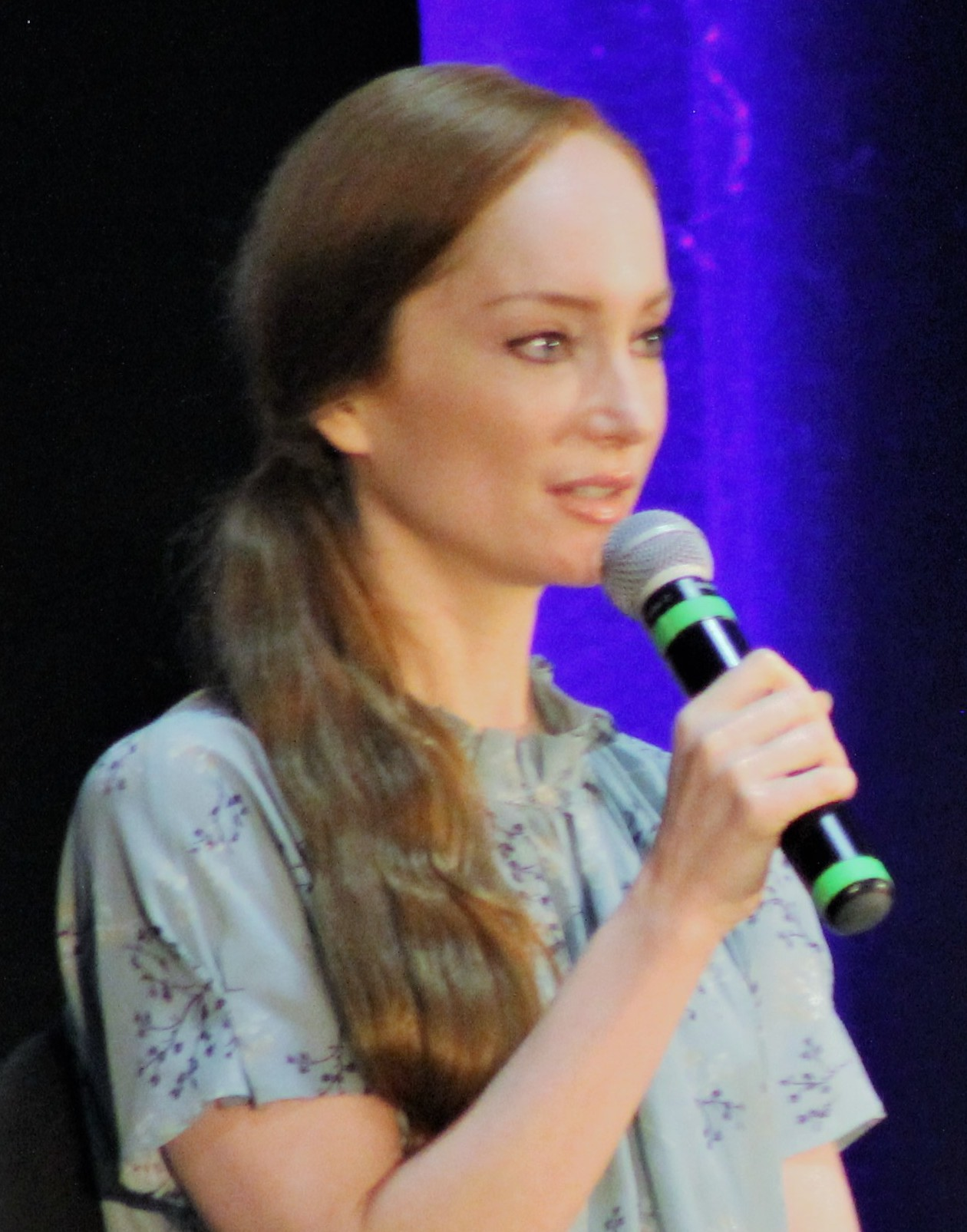
Lotte Verbeek, 2018

Lotte Verbeek (anhörenⓘ; * 24. Juni 1982 in Venlo) ist eine niederländische Schauspielerin, Tänzerin, Sängerin und Model.

## Karriere
Als Schauspielerin trat sie im Kino erstmals 2008 in dem Film Links von Froukje Tan auf, in dem sie fünf Hauptrollen spielt. In dem Film geht es um einen jungen Mann, der auf Grund einer seltenen Krankheit nicht imstande ist, Gesichter zu unterscheiden. Für ihn sehen alle jungen Frauen plötzlich gleich aus. Vor diesem Film trat sie in kleineren Rollen in Fernsehserien auf.
Der Durchbruch gelang ihr mit dem Film Nothing Personal. Dafür erhielt Verbeek unter anderem den Silbernen Leoparden beim Filmfestival von Locarno als Beste Darstellerin sowie eine Nominierung für den Europäischen Filmpreis 2010. Auf dem Berliner Filmfestival im Februar 2010 wurde sie mit neun anderen jungen Schauspielern als „European Shooting Star“ des Jahres 2010 geehrt.

## Filmografie (Auswahl)
- 2008: Links
- 2009: Barbosa (Fernsehfilm)
- 2009: Nothing Personal

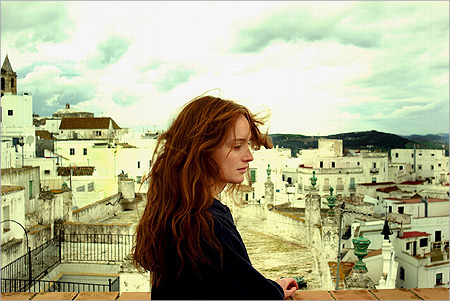
Verbeek in Nothing Personal (2008)

- 2010: Die Swingmädchen (Le ragazze dello swing, Fernsehfilm)
- 2011: Die Borgias (The Borgias, Fernsehserie, 20 Episoden)
- 2012: Gefährliche Begierde (Suspension of Disbelief)
- 2014: In Your Name (In jouw naam)
- 2014: Das Schicksal ist ein mieser Verräter (The Fault in Our Stars)
- 2014–2017: Outlander (Fernsehserie, 8 Episoden)
- 2015: Entertainment
- 2015: The Last Witch Hunter
- 2016: Marvel’s Agent Carter (Fernsehserie, 7 Episoden)
- 2016–2017, 2019–2021: The Blacklist (Fernsehserie, 7 Episoden)
- 2017: Division 19
- 2018: Misstep (Kurzfilm)
- 2018: Counterpart (Fernsehserie, 4 Episoden)
- 2019: The Coldest Game
- 2019: Meeting the Other Woman (Kurzfilm)
- 2020: Transference – A Bipolar Love Story
- 2020: The Book of Vision
- 2022: FBI: International (Fernsehserie,  Episode 1x21 Crestfallen)